# Marcel Varnel
Marcel Varnel (* 16. Oktober 1892 als Marcel Hyacinthe Le Bozec in Paris; † 13. Juli 1947 bei Rake, West Sussex, Großbritannien) war ein französischer Regisseur und Produzent, ein äußerst erfolgreicher Schöpfer drolliger Filmkomödien im England der 1930er und 1940er Jahre.

## Leben und Wirken
Der gebürtige Pariser Marcel Le Bozec hatte noch vor dem Ersten Weltkrieg als Schauspieler begonnen, ehe er sich nach Kriegsende der Regie zuwandte. 1920 brachte er in Paris seine erste Produktion heraus, L’homme à la rose. Nach einer Reihe von weiteren Inszenierungen ging Varnel 1925 in die USA, wo er sich auf Operetten und Musicals spezialisierte, aber auch klassisches Sprechtheater produzierte. Zu Beginn des Jahres 1931 fanden seine Inszenierungen As You Desire Me und Melo ihren Weg an den Broadway.
Mit Beginn des Tonfilms nahm Varnel ein Angebot aus Hollywood an, sein in Zusammenarbeit mit William Cameron Menzies inszenierter Gruselfilm Chandu the Magician mit Edmund Lowe in der Titelrolle wurde sein bekanntestes Werk. 1933 ging er nach Großbritannien und avancierte mit einigen skurrilen Lustspielen und Musikkomödien zum Erfolgsregisseur. Diese zwar billig hergestellten aber recht amüsanten Filme, oft mit Englands Starkomikern Will Hay und George Formby jr. in den Hauptrollen, erfreuten sich vor und während des Zweiten Weltkriegs beim britischen Publikum außerordentlicher Beliebtheit.
Trotz intensiver Filmtätigkeit vernachlässigte Varnel seit Mitte des Zweiten Weltkriegs auch seine Bühnenarbeit nicht. 1943 setzte er Joseph Kesselrings Lachschlager Spitzenhäubchen und Arsenik in Szene, der drei Jahre lang an einem Londoner West-End-Theater en suite laufen sollte. Im März 1945 fand das von ihm produzierte Stück The Assassin seine Aufführung. Zum Zeitpunkt seines Todes war er mit den Vorbereitungen zu einem weiteren Theaterstück, The First Gentleman, beschäftigt.
Varnel kam bei einem Autounfall südwestlich von London ums Leben, als er die Kontrolle über sein Fahrzeug verlor. Kollegen mutmaßten im Nachhinein, dass Varnel, der eine panische Angst vor Insekten besaß, durch eine Wespe oder Fliege im Auto in Panik geraten war.
Sein Sohn Max Varnel (1925–1996) arbeitete ebenfalls als Regisseur.

## Filmografie (als Regisseur)
| - 1932: The Silent Witness - 1932: Chandu the Magician (Co-Regie) - 1934: Freedom of the Seas - 1934: Girls Will Be Boys - 1935: Die Dubarry (I Give My Heart) - 1935: No Monkey Business - 1936: All In - 1936: Good Morning, Boys - 1937: Okay for Sound - 1937: Otto, zieh die Bremse an (Oh, Mr. Porter) - 1938: Convict 99 - 1938: Alf’s Button Afloat - 1938: Hey Hey USA - 1938: Old Bones of the River - 1939: Ask a Policeman - 1939: Where’s That Fire? | - 1939: The Frozen Limits - 1939: Band Waggon - 1939: Let George Do it - 1940: Gasbags - 1940: Neutral Port - 1940: The Ghost of St. Michael’s - 1941: Glück muß man haben (Turned Out Nice Again) - 1941: Hi Gang! - 1941: South American George - 1942: Much Too Shy - 1942: King Arthur was a Gentleman - 1942: Get Cracking - 1943: Bell-Bottom George - 1944: He Snoops to Conquer - 1945: I Didn’t Do It (auch Co-Produktion) - 1945: George in Civvy Street (auch Co-Produktion) - 1946: This Man is Mine (auch Produktion) |